# ジェネレイターガウル
『ジェネレイターガウル』は、1998年10月6日から12月22日までの間、毎週火曜 2:55 - 3:25にテレビ東京系で放送されたテレビアニメ作品。
『アニメディア』（学習研究社）で、細雪純による漫画連載もされていた。

## 概要
タツノコプロ初のクリーチャー型ヒーローを主軸とした作品。シリーズ構成的にはシリアス基調の作品となっている。
キャラクターデザインに『勇者指令ダグオン』のオグロアキラを起用。リバイバルブーム隆盛の折、タツノコ作品の立体化が大手企業によって成された中で、Yujin（現・タカラトミーアーツ）によるカプセルフィギュアシリーズに旧作に混じって採用された（ラインナップされたのはジェネレイターガウルとマサミのみ）。
戦闘は必殺技が一切なく直接的な打撃による攻撃、いわゆる肉弾戦のみと、それまでのシリアス系統に属するタツノコヒーローとは異色な存在であった。

## ストーリー
時は2007年。研究学園都市・皇樹学園に22世紀の未来から3人の少年・ガウル・コウジ・リョウがやってきた。
その目的は未来世界を支配する圧制の超国家「クヴェレ」の打倒であり、クヴェレ発足の引き鉄となる第三次世界大戦の阻止、そしてその遠因である超技術「インクルード・セル」の研究開発の妨害だった。
だが、彼らを追って未来から送り込まれた刺客・生物兵器「ジェネレイター」の襲撃、学園を支配するクヴェレの尖兵・斉藤リュウコの策謀により、ガウル達の使命の達成は困難に追い込まれる。

### 異色の第5話
本作は基本的に重厚な雰囲気の作品であるが、第5話のみ自社パロディ満載のコメディタッチとなっている。この回はガウル達3人が「しびびん」飛びをする、敵　女ジェネレイター（外見はガッチャマンの敵であるベルクカッツェのパロディ）とガウルがピアニカで「会話」する、初期の戦闘が「金魚すくい」だったりする、さらにはガウルが後述の変身シーン（「ガウルのジェネレイター変身」参照）を披露するなど、徹底した「笑い」にこだわった作りとなっていた。

## 登場人物
ガウル
声 - 林延年
本作の主人公。巨大な学園都市「皇樹学園都市」郊外に雨の降る日に突然現れた3人の若者のうちの1人でその後、皇樹学園の転入生となる。16歳。学生下宿「七宝荘」の住人となる肉体・体力派少年。性格は明るくおおらかで天真爛漫。常に物事を前向きに考える。また、非常に仲間思いでもあり、 困っている人を見ると放っては置けないタイプ。学生証の登記名など学園には「工藤ガウル」の名で登録されている。いつも寝ているか、食べているかの怠惰な少年だが、野性味が一部の女子の間で人気にもなっている。だが、感受性が鈍く少し抜けたところがある。
実は未来からノームホールジャンプ（時間転移）してきた未来人であり、ジェネレイターに調節改造された生体改造人間。リョウによって生体調整された最初の被検体であり、体内に埋め込まれたインクルードセルの働きを活性化させることでカブトガニを思わせる頭部のクリーチャー形態に変身する。ただし、ジェネレイターへの変身“エクソジェネレイト”するとエネルギーを大量に消費するので人の何倍もの食事と睡眠を要することになる（ガウルが普段怠惰なのはこの影響もある）。また、変身する、しないの如何にかかわらず、肉体の細胞の暴走を抑えるために特別な薬の投与を要する（傷の治りが普通人の何倍も早いのはインクルードセルによる細胞活性化のため）。実は今回の事件の最大のキーマンでもあった。
ガウルのジェネレイター変身
通常は雄叫びのような低い咆吼を上げながら各部が変化していくエフェクトシーンだが、第5話「諍いのカタチ」のみ「俺の変身を見ろ!!チェンジエクソジェネレイト!!」の叫び声と共に全身に茨状のものがまとわり付くという「テッカマン」風アレンジのシーンとなっていた。さらには派手な空中回転までやって、ポーズを決めると「ガウル」の声が響き、背後には筆文字まで登場するという度の過ぎた演出となっていた（元々第5話は他の話と違ったコメディ風の味付けとなっていたのでこのような自社パロディの連続となっていた）。なお、大量のエネルギー消費ゆえの大食漢は同社製作『宇宙の騎士テッカマンブレード』でも同じような設定がある。

コウジ
声 - 三木眞一郎
ガウルと同じく雨の日に現れ、皇樹学園の生徒となった16歳。何事にも冷静でガウル達3人の中ではリーダー的存在。判断力に優れ彼らの参謀的役割を担っている。学園には「鈴木コウジ」と登録されている。計算能力に優れ、理論的分野への知識の興味が高い。講師であるリュウコの論文にも興味を示していた。彼らの目的である「未来の悲劇を食い止めること」を最大の行動理由と位置づけ、どんな時も目的優先に行動する。
彼もガウルと同じジェネレイターであり、物語終盤で敵に囚われたガウルを救うため変身しているが、Phase.1でしかなかったため敵ジェネレイターには敵わず簡単に敗れた。
リョウ
声 - 柏倉つとむ
ガウル・コウジと同じく雨の日に現れ、皇樹学園の生徒となった16歳。実は未来世界の若き天才科学者。性格は優しいが、反面、感情に流されやすく悩むことも多い。ガウルの単純さや男らしさ、コウジの冷静さに憧れている。学園には「田中リョウ」の名で登録されている。3人の中では静かなツッコミ役になることもあるがどちらかというとボケ役。
真の目的は「インクルードセルの開発を止めさせること」であり、そのために「ネカサタクマ」との接触を何度も試みる。友達であるガウルの身体を実験のために調整しなければならなかったこと、最初の被検体であるガウルの調整目的が実は組織「クヴェレ」の目的に利用されていたことなどから自分の研究してきたことを後悔している。同じくジェネレイターであるが、コウジと時を同じくして変身したものの、やはりPhase.1のため敵わなかった。
七宝マサミ
声 - 雪乃五月
ガウル達3人の同級生で、彼らの下宿先「七宝荘」の娘でもある。ガウル達とは、いわゆる大家と店子の関係にあたる。好奇心旺盛で勝ち気な性格。そのために多分に姐御肌なところがある。口癖は「大家と言えば親も同然、店子と言えば子も同然」や「店子の恥は大家でもあるあたしの恥でもあるんだからね」など。行きがかり上、ガウル達の行動に興味を持つが、そのため時として危険な目にあうこともある。専門は家庭科で料理が趣味。ただしレシピは大変前衛的で斬新なものが多く、時として料理とは呼べないものを作るようなこともある。ガウルとは喧嘩相手であり、ナツメとは大親友。
長い髪を茶筒のような髪留めに一纏めにしている。母1人、子1人の家庭で育った。「約束」という言葉に非常に敏感。
千明ナツメ
声 - 吉田古奈美
マサミやガウル達の同級生でもの静かな性格であるが実は植物学の博士号の有資格者。学園内の植物園で出会ったことからもなにかと植物に縁のある少女。ガウル達3人を優しく見守る。学園祭では金魚すくいでガウルに「赤くてちっさいの」と金魚をねだったこともある。だが、実はリュウコに監視されていた。
ガウル達の戦いに巻き込まれたことでリュウコにより体内に爆弾を仕掛けられるが、ガウル達を巻き込まないために1人で山中で自爆する結末を迎える。だが、すべてリュウコにより最初から仕組まれていたことで、このことがきっかけでガウルが暴走することになる。彼女自身も、そしてガウル達も知らなかったが、実はガウル達3人の母体卵提供者であり言うなれば3人の母親と言える存在だった。
斎藤リュウコ
声 - 山口由里子
皇樹学園の講師でガウル達のクラスの副担任。だが実は彼女も未来人であり、未来世界を掌握する組織「クヴェレ」の一員で、実質的皇樹学園の運営者。ジェネレイターでもあり、この事件の発端を作った者である。
彼女がこの時代に来た真の目的は、やがて来るであろうガウルをナツメを利用して暴走させ、未来世界における「クヴェレ」の支配権を掌握することにあった。彼女自身はすでにPhase.5までに到達しておりジェネレイターとしての戦い方を熟知している。そのために戦闘能力は極めて高く、ガウル達の力を軽く凌駕している。ガウルからインクルードセルを抜き取り、ガウルの真の暴走を促すも、意識を取り戻したガウルが発した光によって消し飛ぶ。
ナツメを躊躇無く殺害するなど善性を一切持たず、声優の山口は人らしい心の無い悪魔の様な人物と評している。
神（カナエ）
声 - 堀秀行
リュウコに付き従いガウル達の行動を監視する謎の男。
実はその正体はガウルの暴走に巻き込まれこの時代に取り残され時を過ごしてきたコウジだった。最終決戦においてガウル覚醒の時間稼ぎのため捨て石となるべくエクソジェネレイトするもphase.1の為にリュウコには歯が立たず…
ネカサタクマ
声 - 塩屋翼
皇樹学園で学園の監視下で細胞強化理論の研究を行っている中年の科学者。多少精神の破綻が見られる。彼がインクルードセルを開発したことがきっかけになって未来世界の悲劇が引き起こされる原因となった。教員名簿や身分証明書など、学園の登録名の記述は「祢笠タクマ」。
だが、実はカナエと同じくこの世界に取り残されたリョウが正体だった。ガウルの暴走に巻き込まれたリョウとコウジはお互いが別々の時代へと飛ばされ、そこでそれぞれカナエとタクマとして生活してきたのだった。事件を解決した後は光の中でカナエと共にいずこへともなく消えていく。アニメ版の最終決戦において、ガウル覚醒の時間稼ぎのため捨て石となるべくカナエと共にエクソジェネレイトするもphase.1の為にリュウコには全く歯が立たず、カナエと共に生死不明となる。　
七宝恵子
声 - 豊島まさみ
ガウル達3人が世話になっている学生下宿「七宝荘」の大家でマサミの実母。夫を早くに亡くし、女手一つでマサミを育ててきた。どちらかというとのんびりした性格。

### 第5話のゲストキャラクター
特撮同好会部長
声 - 小西克幸
皇樹学園特撮同好会の会長。ガウルの身体能力に惚れ込み入部を勧めてくる。
マネージャー
声 - 泉尚撃
めめずドリルバズバズ男
声 - 真殿光昭
皇樹学園特撮同好会主催のステージショー「電撃戦隊ヤラセマン5」の敵役。
部長
声 - 長嶝高士
チチ
声 - 横手久美子
第2話・4話にも登場。
赤ヤラセマン
声 - 田中伸幸
モモコ
声 - 増田明美
司会
声 - 永吉由佳

## スタッフ
- 企画 - 小松茂明、成嶋弘毅
- 原作 - タツノコプロ企画室
- 監督 - 水島精二
- シリーズ構成 - きむらひでふみ、志茂文彦
- キャラクターデザイン - オグロアキラ
- ジェネレイターデザイン - 森木靖泰
- メカニックデザイン - 寺岡賢司
- キーアニメーター - 富岡隆司
- 美術デザイン - 候谷裕美、成田偉保
- カラーデザイン - 高星晴美、三橋曜子
- 撮影監督 - 横山幸太郎
- 音響監督 - 三間雅文
- 音楽 - 山中紀昌
- プロデューサー - 尾留川宏之、吉田昇一
- エグゼクティブプロデューサー - 吉田健二、中村勝
- アニメーション制作 - タツノコプロ
- 製作 - 日本ビクター、タツノコプロ

## 主題歌
オープニングテーマ「I WANT OUT」
作詞・作曲 - 石川寛門 / 編曲 -  山中紀昌 / 歌 - 佐賀優喜（テイチクレコード）
エンディングテーマ「これを恋と云えましょうか（ガウル・バージョン）」
作詞・作曲 - 吉井功 / 編曲・歌 - ヨシンバ
劇中歌「雨のバラード」（第1話）
作詞 - こうじはるか / 作曲 - 植田嘉靖 / 編曲 - 玉木宏樹 / 歌 - 湯原昌幸

## 各話リスト
| 話数 | サブタイトル                 | 脚本           | 絵コンテ     | 演出       | 作画監督          | 美術監督 |
| ---- | ---------------------------- | -------------- | ------------ | ---------- | ----------------- | -------- |
| 1    | 来訪者                       | 石川学         | 水島精二     | 水島精二   | 富岡隆司          | 小倉一男 |
| 2    | 花と少女                     | 志茂文彦       | 岩崎良明     | 岩崎良明   | オグロアキラ      | 東潤一   |
| 3    | 疑惑ノ瞳                     | 志茂文彦       | 後藤圭二     | 安藤健     | 門之園恵美        | 吉川洋史 |
| 4    | 未来ノ記憶                   | 石川学         | オグロアキラ | 木村真一郎 | 斉藤英子          | 小倉一男 |
| 5    | 諍いのカタチ                 | きむらひでふみ | 大畑清隆     | 大畑清隆   | 伊東伸高          | 梶原芳郎 |
| 6    | 約束                         | 稲荷昭彦       | 鈴木利正     | 鈴木利正   | 三浦和也          | 吉川洋史 |
| 7    | 秘密ト嘘ト                   | 志茂文彦       | 三好一郎     | 三好一郎   | 北之原孝将        | 居垣宏   |
| 8    | 刻（トキ）ノ道程（ミチノリ） | きむらひでふみ | 水島精二     | 則座誠     | 富岡隆司          | 梶原芳郎 |
| 9    | ボクラノウエニ雨ガフル       | 石川学         | もりたけし   | 岩崎良明   | 戸部敦夫          | 中座洋次 |
| 10   | 落葉のふる森                 | 志茂文彦       | 大畑清隆     | 大畑清隆   | 斉藤英子          | 吉川洋史 |
| 11   | 悲しみの果て                 | 稲荷昭彦       | 三好一郎     | 三好一郎   | 中井準            | 居垣宏   |
| 12   | 時をこえるもの               | 志茂文彦       | 水島精二     | 水島精二   | 富岡隆司 伊東伸高 | 小倉一男 |

## 漫画
- 『ジェネレイターガウル（1）』（細雪純 学習研究社 1998年）
- 『ジェネレイターガウル（2）』（細雪純 学習研究社 1999年）

## 小説
『ジェネレイターガウル 〜白鳥の歌〜』（志茂文彦 ソニー・マガジンズ 1999年）ISBN 4-7897-1421-7
時間的には5話と6話の間にあたるエピソード。本編の脚本・シリーズ構成を担当した志茂文彦が執筆しており、本編で描けなかった設定などが多く盛り込まれている。
ストーリー
学園祭から少し経った頃。ガウル達は一時の平穏を味わっていたが、ジェネレイターの仕業と思われる殺人事件の発生に静けさを破られる。そして出現する敵ジェネレイター。だが、それに襲われていた少女はかつてガウル達が未来世界にいた頃、幼い時に同じ施設で共に暮らしていた同級生のマドカだった。
クヴェレに逆らい闘い続けるガウルに憧れ、それを追って現代に逃げてきたというマドカだったが、彼女の周辺で起こる凄惨な殺人事件、そして出現した白い鳥のジェネレイターとの戦いのうち、ガウル達には疑惑の思いが芽生えるのだった。
小説版の登場人物
マドカ
幼育施設でガウル達3人と同室で育てられていた少女。気質は穏やかで思慮深く、優しい。リョウと対応している性格。髪が長く、色白で、顔立ちは目が大きく大変整っている。周囲の人達が騒ぐほどの美貌。
未来世界では時間理論の研究をしていたが、彼女の理論は斬新過ぎて上層部には理解されていなかったらしい。なお、彼女らは3人ともにフェイズ4のジェネレイターに改造されている。形質は白い鳥。改造以前から3人にはテレパシーのような精神的繋がりがあり、言葉を介せず意思の疎通ができる。コウジによって与えられた偽名は「柊マドカ」。
サヤカ
冷静で冷徹であり、気質的にはコウジに対応する。マドカとほとんど同じ容姿だが、髪はより長い。意思が強く、幼児期には3人のリーダー格として振舞っていた。
スミカ
時間跳躍の際に発狂したために人となりは不明。他二人と同じ顔だが、髪は短い。行き場の無い殺意に導かれ、無作為に殺人を繰り返していた。幼児期の記憶ゆえか、ガウルに対して異常な攻撃の意志を向ける。幼少の頃はガウルのケンカ友達であり、全般的に思慮が浅く、一言で言えばガウル同様のバカだった。
彼女らがガウル抹殺作戦の指名を受けたのは、彼女らがガウル達と同じ母体細胞から生まれた、言うなれば姉妹であり、気配が同質であるために接近に気づかれないだろうという理由からであった。